# تصادف هوایی دنیپردزرژینسک ۱۹۷۹
در ۱۱ آگوست ۱۹۷۹، یک تصادف هوایی بر فراز آسمان جمهوری شوروی سوسیالیستی اوکراین، در نزدیکی شهر دِنیپرُدزِرژینسک (کامیانسکه کنونی) رخ داد. هواپیماهای درگیر، دو توپولف تو-۱۳۴ شرکت آئروفلوت و در حال پرواز داخلی بودند. همه ۱۷۸ سرنشین هر دو هواپیما (از جمله، اعضای باشگاه فوتبال پخته‌کار تاشکند) در این حادثه جان باختند.
تحقیقات رسمی هیئت هوانوردی اتحاد جماهیر شوروی در مورد این سانحه به این نتیجه رسید که این سانحه ناشی از «اشتباهات و تخلفات» انجام شده توسط افسران مراقبت پرواز  بوده است.

## هواپیما

### پرواز ۷۶۲۸ آئروفلوت
یک جت مسافربری توربوفن دوقلوی تو-۱۳۴ با شماره سریال ۴۳۵۲۲۱۰ و ثبت CCCP-۶۸۸۱۶ بود که در سال ۱۹۷۴ در کارخانه هوانوردی خارکف ساخته شد و اولین پرواز خود را در ۲۴ مارس همان سال انجام داد. این هواپیما توسط بخش مولداوی این شرکت هواپیمایی اداره می‌شد و در زمان حادثه، ۱۲۷۳۹ ساعت کار کرده و۷۶۸۳ چرخه برخاست و فرود را تکمیل کرده بود.
۸۸ مسافر و ۶ خدمه در واپسین پرواز این هواپیما حضور داشتند.

### پرواز ۷۸۸۰ آئروفلوت
هواپیمای مسافربری تو-۱۳۴آک با شماره سریال ۱۳۵۱۴۰۵پو ثبت CCCP-۶۵۷۳۵ بود که در کارخانه هوانوردی خارکف در ۵ نوامبر ۱۹۷۱ ساخته شد و اولین پرواز خود را در اواخر همان سال انجام داد. ابتدا به عنوان مدل "کا" و سرویس ویژه کار می‌کرد، سپس به پیکربندی استاندارد ۷۸ مسافر تبدیل شد. در زمان حادثه، هواپیما ۱۹۷۵۳ ساعت پرواز را در ۷۰۷۵ سورتی انجام داده بود.
در واپسین پرواز این هواپیما، ۷۷ مسافر و ۷ خدمه حضور داشتند. مسافران شامل اعضای باشگاه فوتبال پاختاکورازبکستان بودند.

## کنترل ترافیک هوایی
در مسیر رسیدن به مقصد، هر دو هواپیما از فضای مرکز مراقبت پرواز منطقه‌ای خارکف عبور کردند. این منطقه تراکم ترافیک بالایی داشت و کارمندان مراقبت پرواز اغلب مجبور بودند بیش از دوازده هواپیما را به‌طور همزمان کنترل کنند. این مشکل از اوایل دهه ۱۹۷۰ مورد بحث قرار گرفته بود، اما در پایان دهه این مشکل هنوز حل نشده بود. بخش جنوب غربی که از ۱۸۰ درجه تا ۲۵۵ درجه را پوشش می‌دهد، به‌ویژه پیچیده وغیرقابل پیش‌بینی بود.
در ۱۱ آگوست ۱۹۷۹، در ساعت ۰۷:۵۰مسکو، یک شیفت مراقبت پرواز جدید به سرپرستی سرگئی سرگئیف شروع به کار کرد. در بخش سخت جنوب‌غربی، او یک کنترل‌کننده بی‌تجربه کلاس ۳، نیکولای ژوکوفسکی بیست‌ساله را، تحت نظارت کنترل‌کننده کلاس ۱، ولادیمیر الکساندرویچ سومی بیست‌وهشت‌ساله، به کار گرفت.
آن روز، لئونید برژنف در حال سفر به کریمه بود. مقامات شوروی می‌خواستند به رهبر اتحاد جماهیر شوروی مسیر پرواز باز بدهند و این باعث اختلال قابل‌توجه در عملیات پرواز خطوط هوایی منطقه شد.

## روال تصادف
در ساعت ۱۲:۵۴، پرواز ۷۶۲۸ از فرودگاه وورونژ در آخرین مرحله یک مسیر برنامه‌ریزی‌شده داخلی، از چلیابینسک به ورونژ و سپس به کیشیناو برخاست.
در ساعت ۱۳:۱۱، پرواز ۷۸۸۰، فرودگاه دونتسک را به مقصد مینسک ترک کرد.
در ساعت ۱۳:۱۷:۱۵، پرواز ۷۶۲۸ با برج مراقبت تماس گرفت تا گزارش دهد که در سطح پرواز ۸٬۴۰۰ متر (۲۷٬۶۰۰ فوت) است و اجازه صعود به ۹٬۶۰۰ متر (۳۱٬۵۰۰ فوت) را درخواست کرد. . پرواز ۷۶۲۸ همچنین به برج مراقبت اطلاع داد که در ساعت ۱۳:۲۲ به ایستگاه بین راهی ولچانسک و در ساعت ۱۳:۲۸ به ایستگاه بین راهی خراسنوهراد خواهد رسید، اما مأمور رج مراقبت به ترتیب ساعت ۱۳:۱۹ تا ۱۳ :۲۶را به اشتباه ثبت کرد که هواپیما را جلوتر از برنامه قرار داد.
در ساعت ۱۳:۲۱:۴۳، پرواز ۷۶۲۸ مجدداً با برج مراقبت تماس گرفت و مجدداً مجوز صعود تا ارتفاع ۹۶۰۰ متری را درخواست کرد، اما برج مرابقت این درخواست را رد کرد.
در ساعت ۱۳:۲۵:۴۸، پرواز ۷۸۸۰ به مقصد مینسک، به برج مراقبت اطلاع داد که ۱۴ دقیقه قبل دونتسک را ترک کرده و در ۵٬۷۰۰ متر (۱۸٬۷۰۰ فوت) قرار داشتند و اینکه آنها در ساعت ۱۳:۳۴به ایستگاه بین راهی دنیپروپتروسک (در حال حاضر شهر دنیپرو) و در ساعت ۱۳ :۴۴به ایستگاه کرمنچوک می‌رسند. برج مراقبت مکان هواپیما را تأیید کرد و به آنها دستور داد تا ۷٬۲۰۰ متر (۲۳٬۶۰۰ فوت) بالا بروند و در همان ارتفاع بمانند. .
در ساعت ۱۳:۲۷:۵۰، پرواز ۷۶۲۸ با برج مراقبت تماس گرفت و گزارش داد که آنها بر فراز کراسنوهراد در ارتفاع ۸٬۴۰۰ متر (۲۷٬۶۰۰ فوت) هستند. . پرواز ۷۶۲۸ سپس از کنترل‌کننده ژوکوفسکی سرعت زمینی و سرعت Tu-134A دیگر با نام ۶۵۱۳۲ را که در ۹٬۶۰۰ متر (۳۱٬۵۰۰ فوت) پرواز می‌کرد، خواست. . پرواز ۷۶۲۸ با ۸۳۰ کیلومتر بر ساعت (۴۵۰ گره؛ ۵۲۰ مایل بر ساعت) پرواز می‌کرد و هواپیمای ۶۵۱۳۲ در ۷۵۰ کیلومتر بر ساعت (۴۰۰ گره؛ ۴۷۰ مایل بر ساعت) بود. به دلیل اختلاف سرعت ATC اجازه نداد پرواز ۷۶۲۸ تا ۹۶۰۰ متر بالا برود. پرواز ۷۶۲۸ دستورالعمل‌ها را تأیید کرد، اگرچه آنها سعی کردند روشن کنند که می‌توانند پس از صعود نیز سرعت خود را کاهش دهند. این آخرین ارسال رادیویی از پرواز ۷۶۲۸ بود.
در ساعت ۱۳:۳۰:۴۰، پرواز ۷۸۸۰ با ATC تماس گرفت و گزارش داد که در ۷٬۲۰۰ متر (۲۳٬۶۰۰ فوت)، ۲۵ کیلومتر (۱۶ مایل؛ ۱۳ مایل دریایی) دور از فانوس دریایی دنیپروپتروفسک. کنترل‌کننده موقعیت آنها را تأیید کرد و به آنها دستور داد تا ارتفاع ۸۴۰۰ متری صعود کنند. پس از ۳ دقیقه (۱۳:۳۴:۵۲) پرواز ۷۸۸۰ در ارتفاع ۸٬۴۰۰ متر (۲۷٬۶۰۰ فوت) گزارش شد. در فانوس دریایی Dnipropetrovsk. ATC در ابتدا هواپیما را به اشتباه در رادار شناسایی کرد و هنگامی که آنها به درستی آن را شناسایی کردند ATC متوجه شد که در مسیر برخورد با CCCP-86676 - یک Ilyushin Il-62 - در ارتفاع ۹۰۰۰ متری قرار دارد. بنابراین ATC به پرواز ۷۸۸۰ دستور داد تا در ارتفاع ۸۴۰۰ متری بماند که تأیید شد.
پرواز ۷۶۲۸ در ایرویز 50 (Magdalinovka – Ball، مسیر ۲۰۱ درجه) و پرواز ۷۸۸۰ در راهروی Airway 147 (Dnipropetrovsk – Kremenchuk، مسیر ۳۰۰ درجه) پرواز می‌کرد. این راهروها در زاویه ۹۹ درجه شمال شرقی دنیپرودزرژینسک تلاقی می‌کنند. به دلیل اشتباهات قبلی، درک کنترل‌کننده از مکان هر هواپیما نادرست بود. وقتی ناظر ATC ترافیک رادیویی را شنید و هواپیما را در حال همگرایی روی صفحه رادار دید، متوجه وضعیت فاجعه‌بار شد و سعی کرد آن را اصلاح کند. در ساعت ۱۳:۳۴:۰۷ کنترلر ATC هواپیمای 86676 (IL-62) را از ۹٬۰۰۰ تا ۹٬۶۰۰ متر (۲۹٬۵۰۰ تا ۳۱٬۵۰۰ فوت) سفارش داد. . در ساعت ۱۳:۳۴:۲۱ کنترلر ATC دستور را تکرار کرد و سپس پرواز ۷۸۸۰ را از ارتفاع ۸۴۰۰ متری به ارتفاع ۹٬۰۰۰ متر (۳۰٬۰۰۰ فوت) هدایت کرد. .
- ۱۳:۳۴:۰۷ ATC به هواپیما ۸۶۶۷۶ "Take ۹۶۰۰."
- ۱۳:۳۴:۲۱ ATC به هواپیما ۸۶۶۷۶ "Take ۹۶۰۰."
- ۱۳:۳۴:۲۳ ATC به پرواز ۷۸۸۰ "و شما یک کراس اوور ۹. بیش از 8400 Dneprodzerzhinsk می‌گیرید."
- ۱۳:۳۴:۲۵ هواپیمای ۸۶۶۷۶ به ATC "۹۶۰۰."
- ۱۳:۳۴:۳۳ (نامفهوم) "فهمیدم… ۸۴۰۰"[۲۰]

کنترل‌کننده پاسخی مبهم شنید و فرض کرد که این یک تصدیق از پرواز ۷۸۸۰ است - اما انتقال خاموش در واقع از هواپیمای ۸۶۶۷۶ بود و پرواز ۷۸۸۰ در ۸۴۰۰ متر باقی ماند.

## تصادف

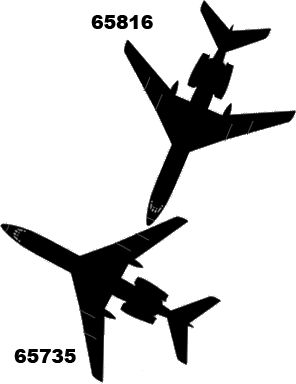
زاویه نسبی هواپیما در برخورد شماره ۶۵۸۱۶ پرواز ۷۶۲۸ بود. شماره ۶۵۷۳۵ پرواز ۷۸۸۰ بود.

پرواز ۷۶۲۸ تقریباً ۴ کیلومتر (۲ مایل)، در حالی که پرواز ۷۸۸۰ ۰٫۵ کیلومتر (۰٫۳۱ مایل) در سمت چپ بود. در ساعت ۱۳:۳۵:۳۸ هر دو هواپیما به‌طور ناگهانی از صفحه رادار برج مراقبت ناپدید شدند. ژوکوفسکی سعی کرد با آنها تماس بگیرد، اما آنها پاسخی ندادند. در ساعت ۱۳:۳۷، ایگور چرنوف، کاپیتان آنتونوف ای‌ان-۲ (CCCP-۹۱۷۳۴) که از چرکاسی به دونتسک پرواز می‌کرد، گزارش داد «چیزی از آسمان دارد می‌افتد!» در ساعت ۱۳:۴۰ چرنوف گزارش داد که قطعات هواپیما را در منطقه دنیپروردزرژینسک (کامیانسکه فعلی) مشاهده کرده است.
هر دو هواپیما در یک ابر در ارتفاع ۸٬۴۰۰ متر (۲۷٬۶۰۰ فوت) برخورد کردند. تقریباً بالای دنیپردزرژینسک. بال راست پرواز ۷۸۸۰، به بدنه جلوی پرواز ۷۶۲۸ فرو رفت. بخشی از بال راست ۷۸۸۰ پاره و بقایای آن توسط موتور سمت راست ۷۸۸۰ بلعیده شد. ۷۶۲۸ به سمت راست چرخید و باعث شد دم هر دو هواپیما با هم برخورد کنند که در آن زمان موتور سمت چپ ۷۶۲۸ به کیل ۷۸۸۰ برخورد کرد و بال راست ۷۶۲۸ پاره شد. پرواز ۷۶۲۸ از کنترل خارج شد و از بین رفت و قطعات دو هواپیما در منطقه ای به ابعاد ۱۶ در ۳ کیلومتر (۹٫۹ در ۱٫۹ مایل) پراکنده شدند. آسیب به ۷۸۸۰ شامل از دست دادن قسمت اعظم دم، یکی از موتورها و بخشی از بال راست بود. خلبانان ۷۸۸۰ اقدام به فرود اضطراری کردند، اما در ارتفاع تقریباً ۴٬۰۰۰ متر (۱۳٬۰۰۰ فوت) آنها کنترل خود را از دست دادند و در ساعت ۱۳:۳۸ به زمین در شمال شرقی دنیپروردزرژینسک سقوط کردند و هواپیمایشان منفجر شد.

## تحقیقات
در تحقیقات برای یافتن علت حادثه، کمیسیون به این نتیجه رسید که وزن مرکز ثقل و برخاست هر دو هواپیما در محدوده نرمال بوده و هیچ انفجار یا آتش‌سوزی قبل از برخورد وجود نداشته است. کمیسیون همچنین دریافت که تعمیر و نگهداری مطابق با الزامات قانونی انجام شده و سطح آموزش خدمه پرواز هر دو هواپیما و نیز سابقهٔ کاری آنها، دلیل سقوط هواپیما نبوده است.
هنگامی که کمیسیون، عملکرد افسران برج مراقبت را بررسی کرد، یک سری اشتباهات توسط ژوکوفسکی را کشف کرد:
- درخواست پرواز ۷۶۲۸ برای صعود از ۸٬۴۰۰ متر (۲۷٬۶۰۰ فوت)  رد شد تا ۹٬۶۰۰ متر (۳۱٬۵۰۰ فوت) با این بهانه که در مجاورت خطرناک هواپیمای ۶۵۱۳۲ قرار داشت. فاصله ۵۵ کیلومتر (۳۴ مایل) بود – نزدیک به حداقل، اگرچه فاصله ایمنی بین ۶۵۱۳۲ و پرواز ۷۶۲۸ را می‌شد با کاهش سرعت پرواز ۷۶۲۸ بیشتر کرد.
- دستور به پرواز ۷۸۸۰ برای صعود از ۷۲۰۰ متر به ۸۴۰۰ متر، اگرچه خدمه پرواز ۷۸۸۰ این درخواست را نداشتند. در نتیجه، وضعیت درگیری با پرواز ۷۶۲۸ به وجود آمد.
- به هواپیمای ۸۶۶۷۶ اجازه صعود به ۱۰٬۲۰۰ متر (۳۳٬۵۰۰ فوت) داده نشد که اگر داده می‌شد، فاصله ایمنی بین آن و هواپیمای ۶۵۱۳۲ افزایش می‌یافت.
- باعث شد که خدمه پرواز قوانین رادیویی را زیر پا گذاشته و در مورد دستورالعمل‌های دریافتی با مدیر بحث کنند. دو دقیقه و ۵۱ ثانیه قبل از برخورد، ژوکوفسکی با خدمه یک هواپیمای اوکراینی یاکوولف یاک-۴۰ که به عنوان هواپیمای ۸۷۳۲۷ شناخته می‌شود، بحثی ۴۷ ثانیه‌ای آغاز کرد و در مورد نیاز آنها برای رفتن به ارتفاع دیگر توضیح داد.[۲۹]

بازرسان همچنین دریافتند که افسر باتجربه‌تر، ولادیمیر سومی، در آخرین دقایق قبل از سقوط، با دریافت پاسخ مبهم بدون علامت تماس، در اشتباه بوده است، او تأیید نکرد که آیا خدمه پرواز ۷۸۸۰ متوجه شده‌اند یا خیر. سومی قبلاً به دلیل تخلفات از جمله روابط‌عمومی نامناسب مجازات شده بود.
افسر ارشد، سرگئی سرگئیف، با تغییر مسئولیت‌های محول‌شده به پرسنل، از جمله گذاشتن سومی به‌عنوان ارشد ژوکوفسکی، محیط برج مراقبت را به‌هم ریخته بود.
نه ماه پس از فاجعه، ژوکوفسکی و سومی به پانزده سال زندان در مستعمره کیفری محکوم شدند. سومی ۶/۵ سال در زندان بود و سپس به دلیل رفتار خوب آزاد شد. او تا ۲۰۰۸ در خارکف زندگی می‌کرد. گزارش شده که ژوکوفسکی خودکشی کرد. سرگئی سرگئیف، افسر اصلی آن روز، تحت پیگرد قانونی قرار نگرفت.
نتیجه‌گیری نهایی کمیسیون این بود که «علت فاجعه اشتباهات و تخلفات NPP GA-78 توسط مدیر بخش جنوب‌غربی و دیسپچر بوده است».